# Liste der Monuments historiques in Les Fougerêts
Die Liste der Monuments historiques in Les Fougerêts führt die Monuments historiques in der französischen Gemeinde Les Fougerêts auf.

## Liste der Bauwerke
| Bezeichnung    | Beschreibung | Standort              | Kennzeichnung | Schutzstatus | Datum | Bild |
| -------------- | ------------ | --------------------- | ------------- | ------------ | ----- | ---- |
| Friedhofskreuz |              | (Lage)                | PA00091198    | Inscrit      | 1937  |      |
| Herrenhaus     |              | La Cour Launay (Lage) | PA56000084    | Inscrit      | 2017  |      |

## Liste der Objekte
- Monuments historiques (Objekte) in Les Fougerêts in der Base Palissy des französischen Kultusministeriums